# تمیسیان
تَمیسیان (به انگلیسی: Dioscoreaceae)، تیره‌ای از گیاهان از راسته تمیس‌سانانِ درختچه‌ای یا علفی بالارونده است که دارای زمین‌ساقه یا غده هستند و برگ‌های آنها غالباً قلبی‌شکل یا پیکانی است.